# Farah Bsissou
Pour les articles homonymes, voir Bsissou.
Farah Bsissou (arabe : فرح بسيسو), née le 4 mai 1965 au Koweït, est une actrice et animatrice de télévision palestinienne.

## Biographie
Farah Bsissou est née le 4 mai 1965 au Koweït d'un père palestinien et d'une mère jordanienne. Elle commence sa carrière d'actrice en Syrie où elle a suivi des études à l'Institut des Arts dramatiques. Elle joue dans plusieurs séries télévisées syriennes.
Elle a animé de 2002 à 2011 l'émission Kalam Nawaem, adaptation saoudienne du talk-show féminin américain The View.

## Filmographie partielle
- 2006 : Les Ombres du silence

## Source de la traduction
- (ar) Cet article est partiellement ou en totalité issu de l’article de Wikipédia en arabe intitulé « فرح بسيسو » (voir la liste des auteurs).